# Prešovská hradní cesta

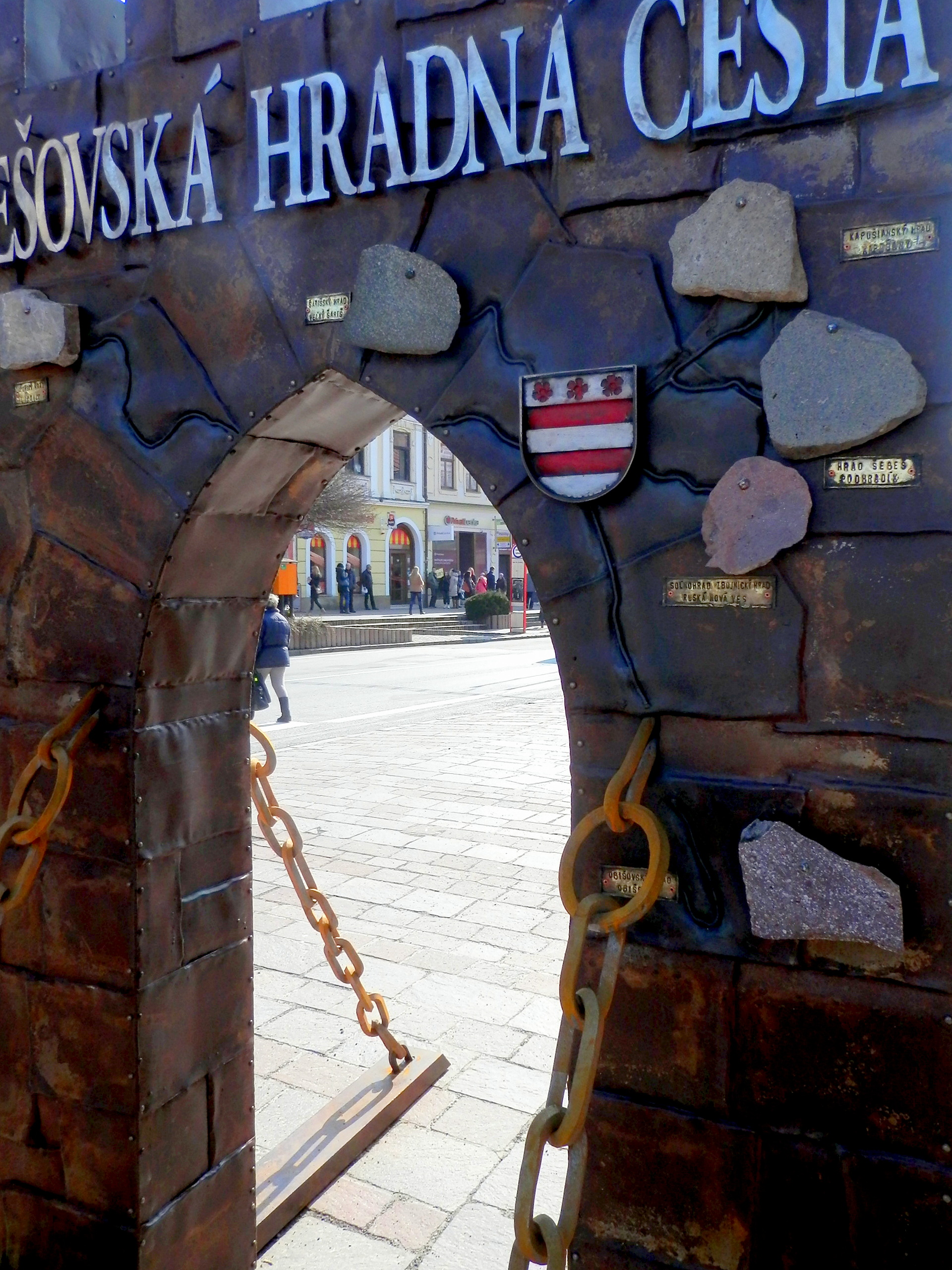
Poutač, hradní brána, Prešov

Prešovská hradní cesta slovensky Prešovská hradná cesta) spojuje šest hradů u města Prešov pomyslnou, turistickou čarou. 
Myšlenka vznikla v roce 2011. Občanské sdružení Rákociho cesta tak chce pomoci rozvoji turismu v tomto kraji. Do projektu se zapojily hrady: Šarišský, Kapušiansky, Obišovský, Zbojnický, Lipovský a Šebeš.

## Vzdálenosti mezi sídly hradů

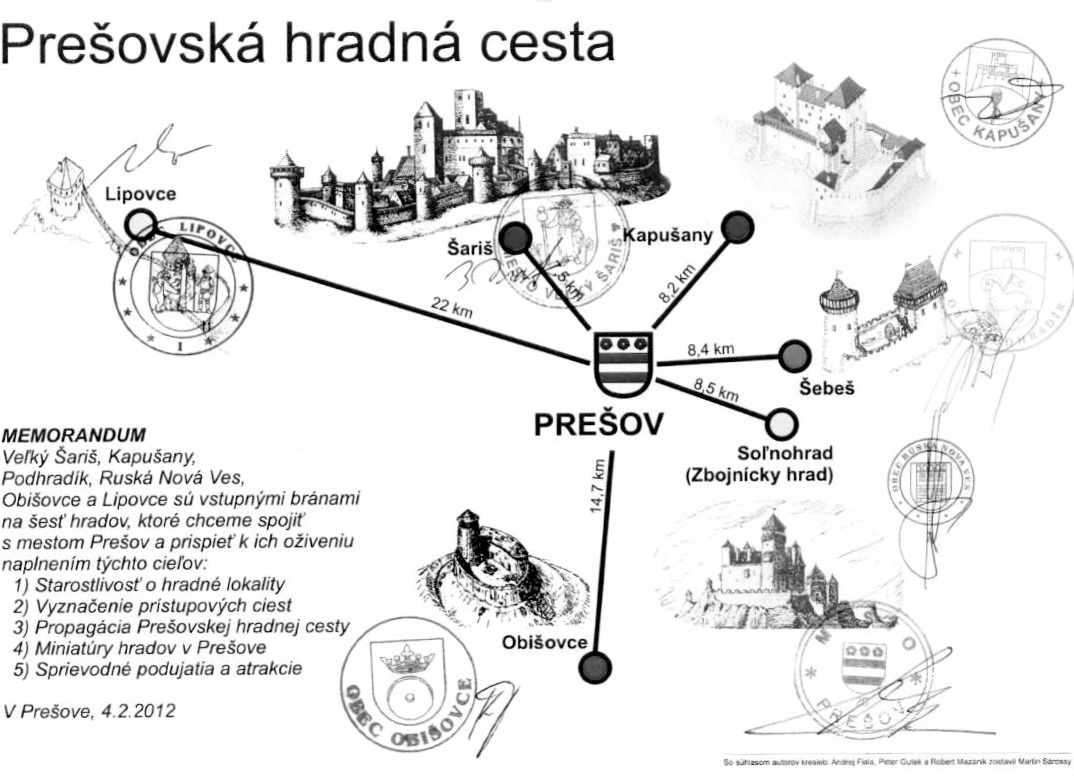
Zakládací listina

Vzdálenosti jsou uvedeny podle údajů z informační tabule „Zakládající listina“. Prešov-Lipovce (22 km), Prešov-Velký Šariš (7,5 km), Prešov-Kapušany (8,2 km), Prešov-Podhradík (8,4 km), Prešov-Ruská Nová Ves (8,5 km), Prešov-Obišovce (14,7 km).

## Vzdálenosti k hradům

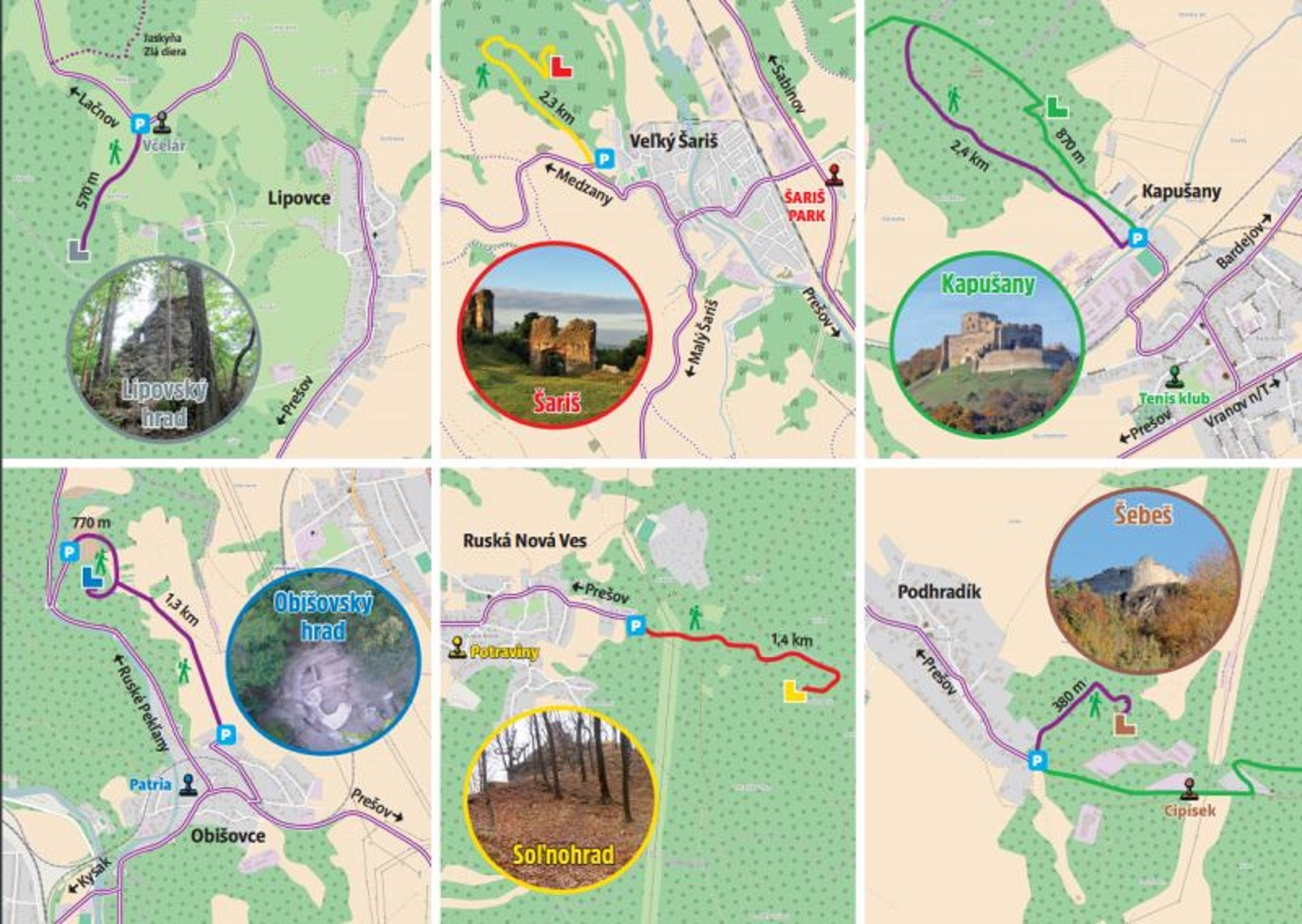
Mapové výstřižky

Vzdálenosti jsou uvedeny podle údajů z informační tabule "Mapové výstřižky". Lipovce (Včelín při kříži) - ruiny hradu 0,57 km. Velký Šariš (parkoviště pod hradem) - hrad 2,3 km. Kapušany (parkoviště u hřiště) - hrad 2,4 km nebo 0,87 km. Podhradík (parkoviště pod hradem) - ruiny 0,38 km. Ruská Nová Ves (parkoviště pod hradem) - ruiny 1,4 km, Obišovce (parkoviště v obci) -ruiny 1,3 km, (parkoviště u Sviňky) -ruiny 0,77 km.

## Galerie obrázků

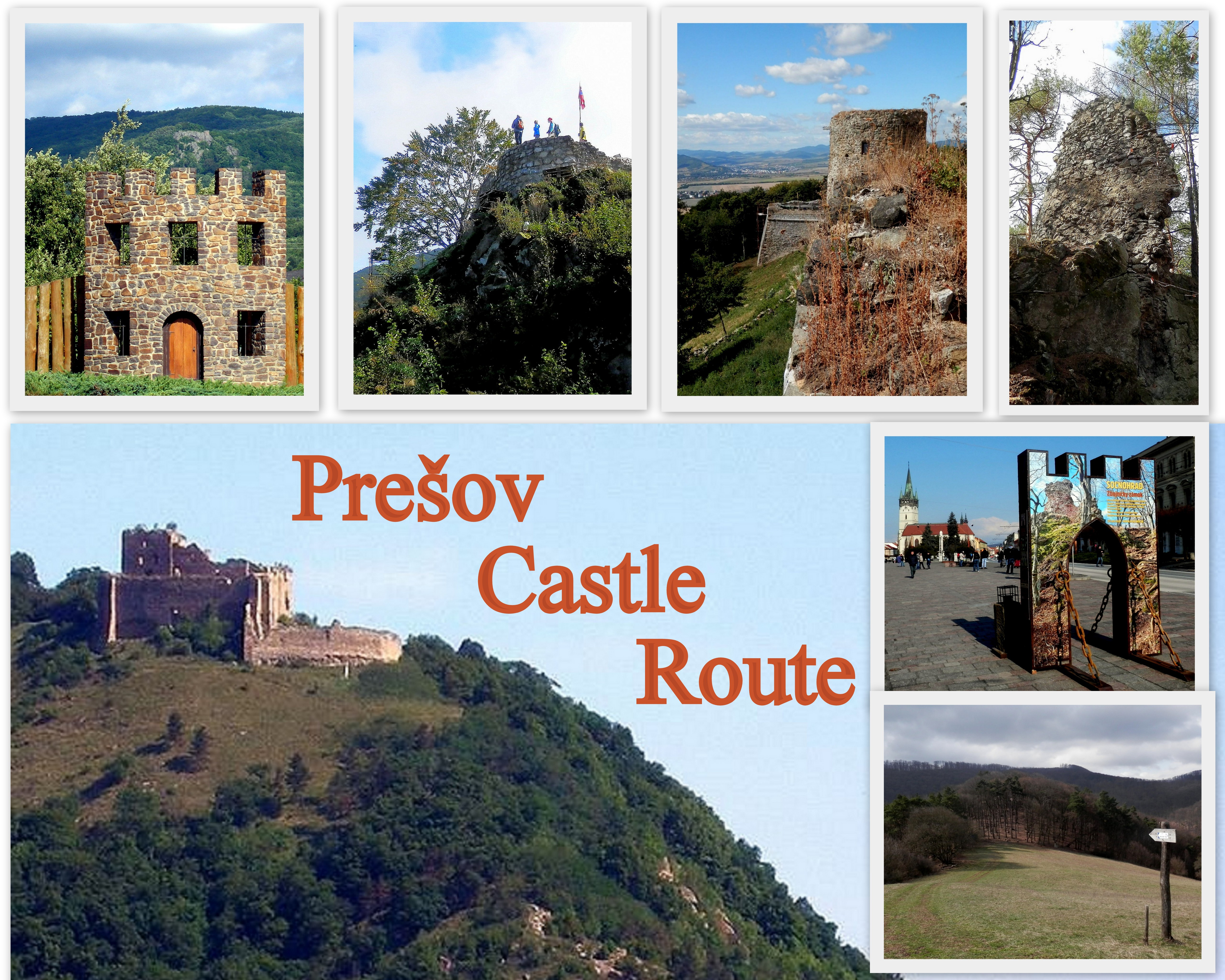
Pohlednice
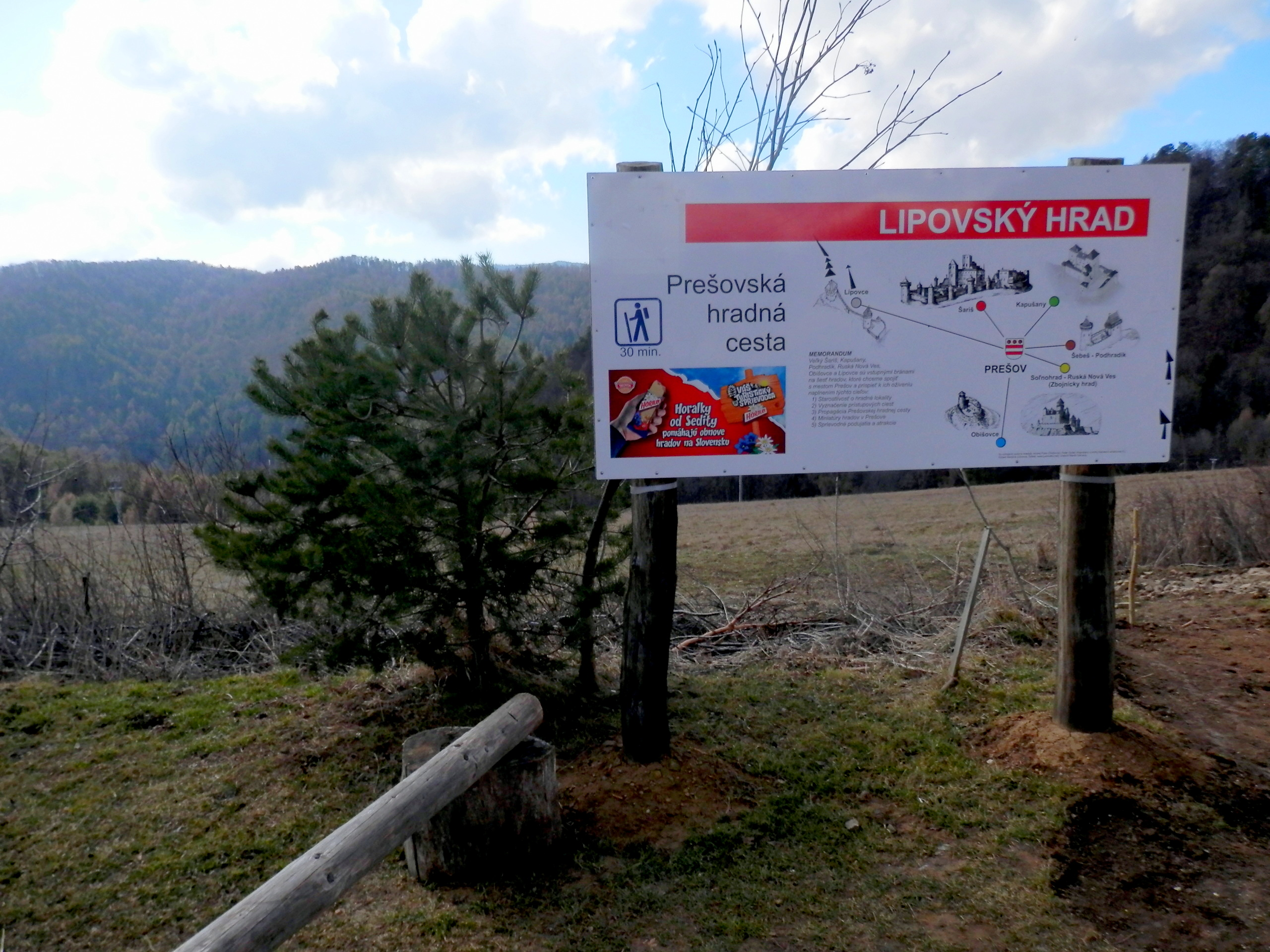
Lipovský hrad
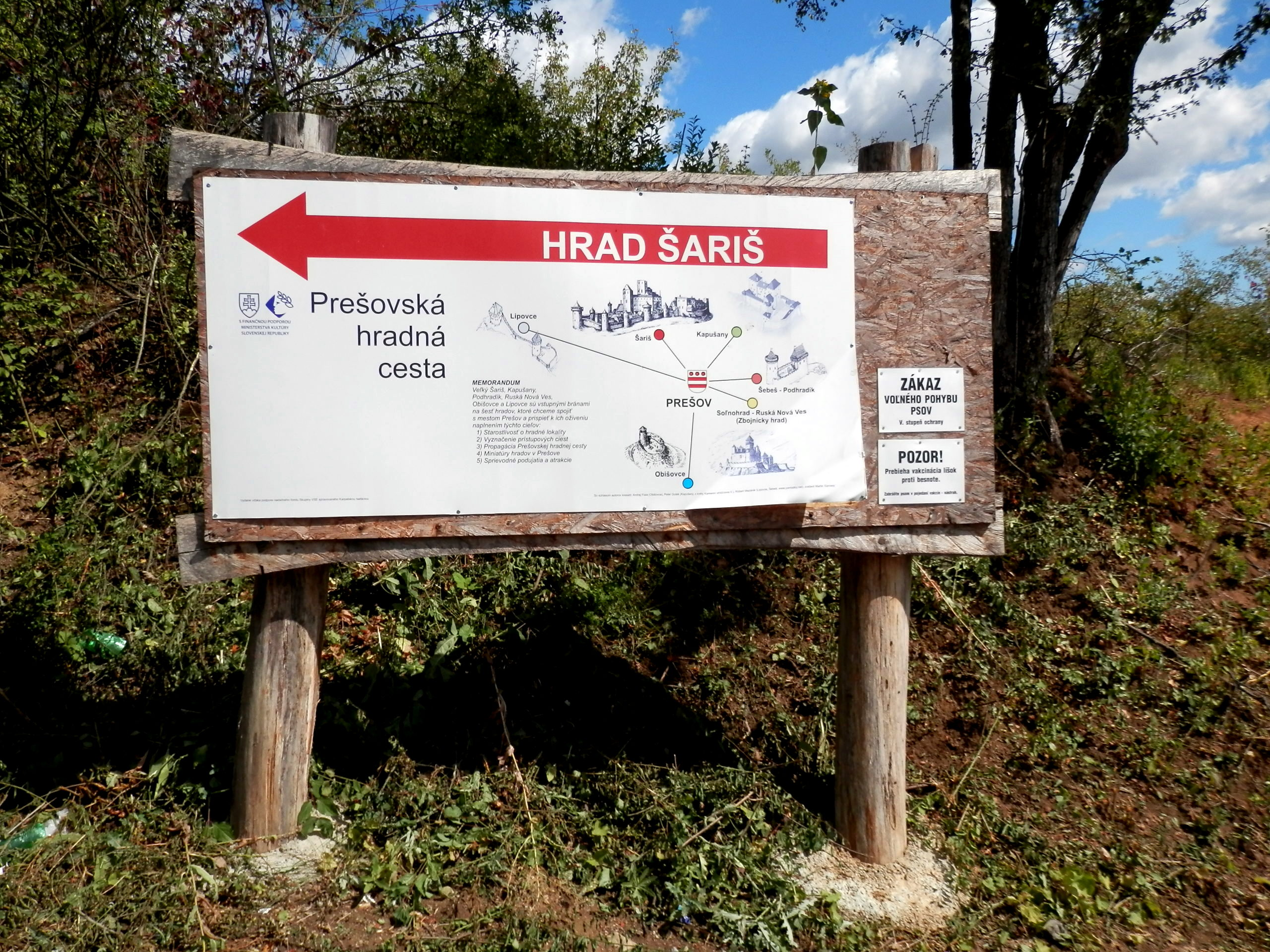
Šarišský hrad
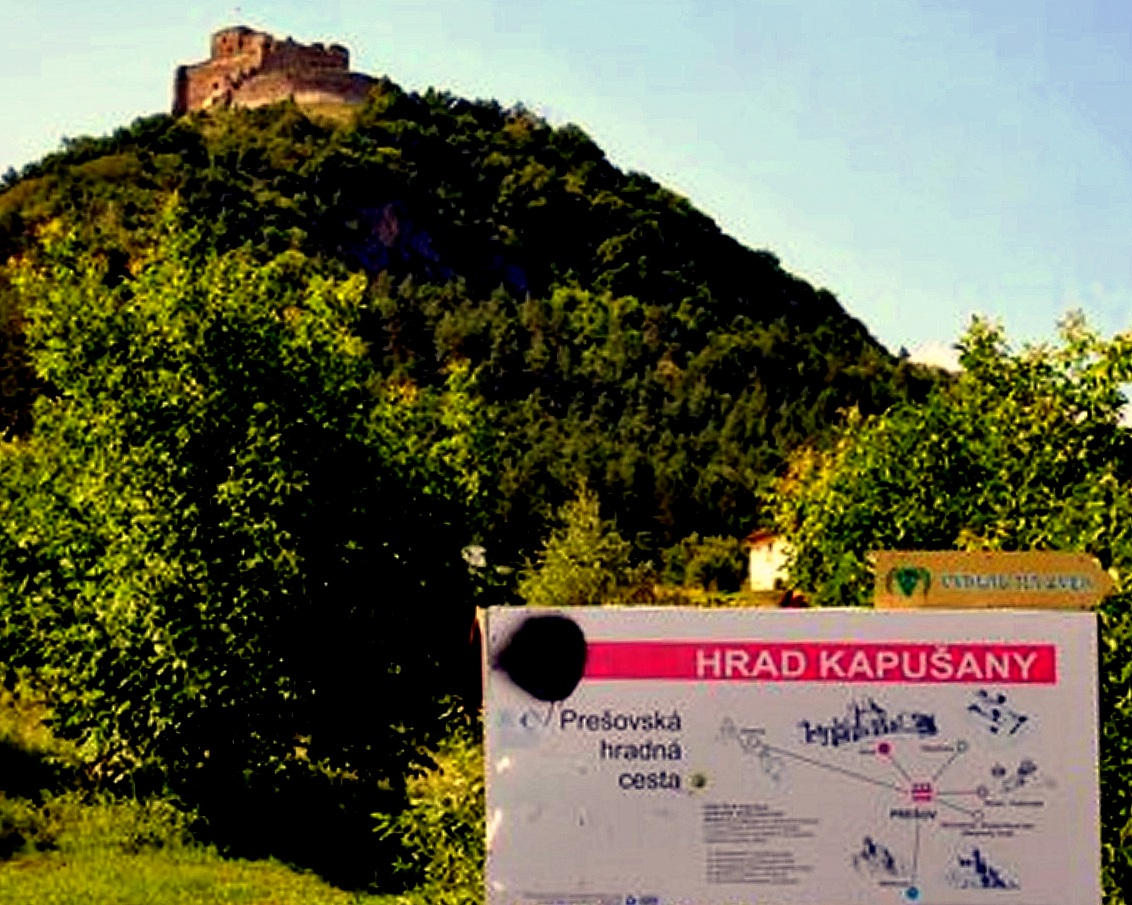
Kapušiansky hrad
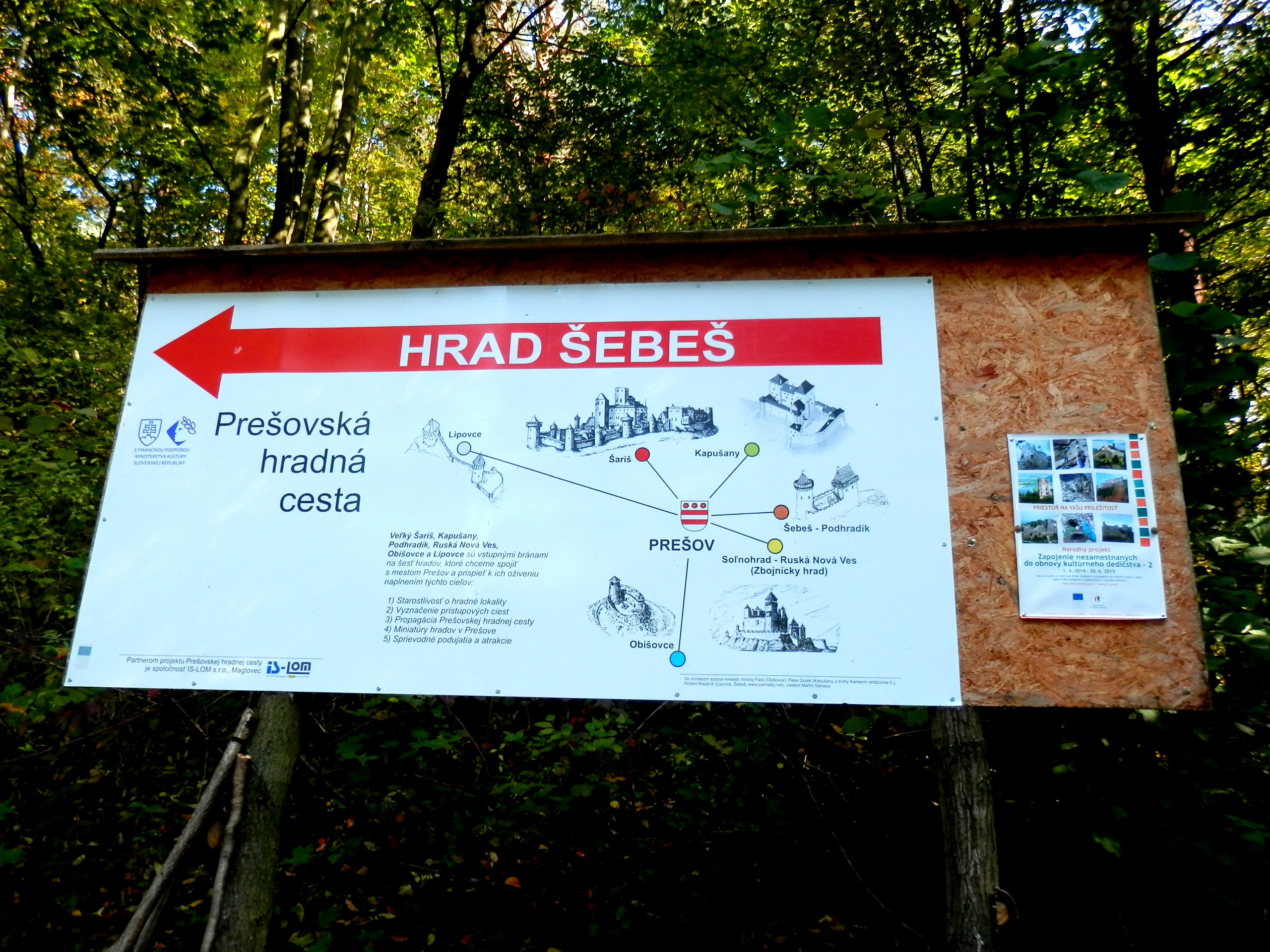
Hrad Šebeš
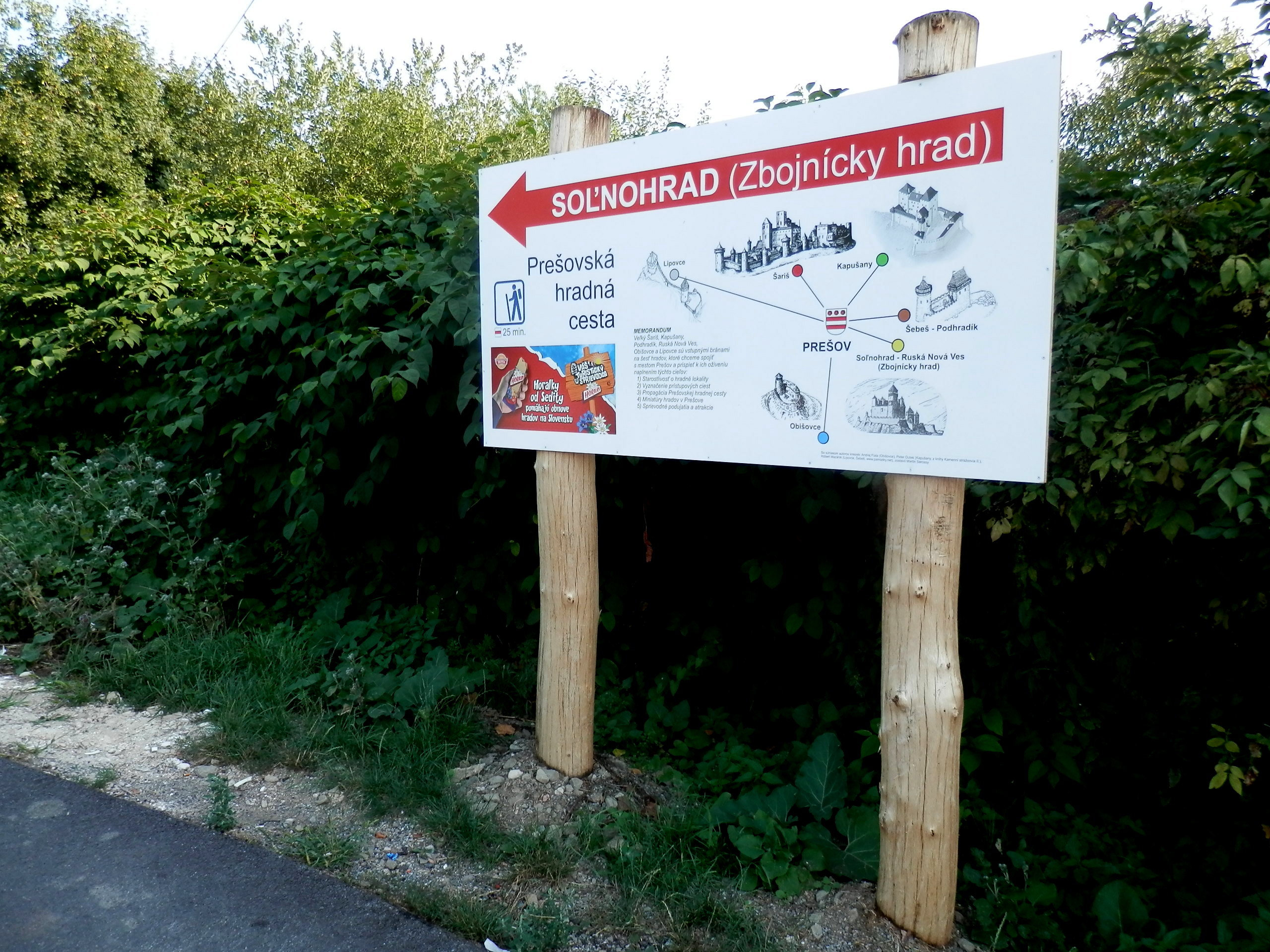
Zbojnícky zámek
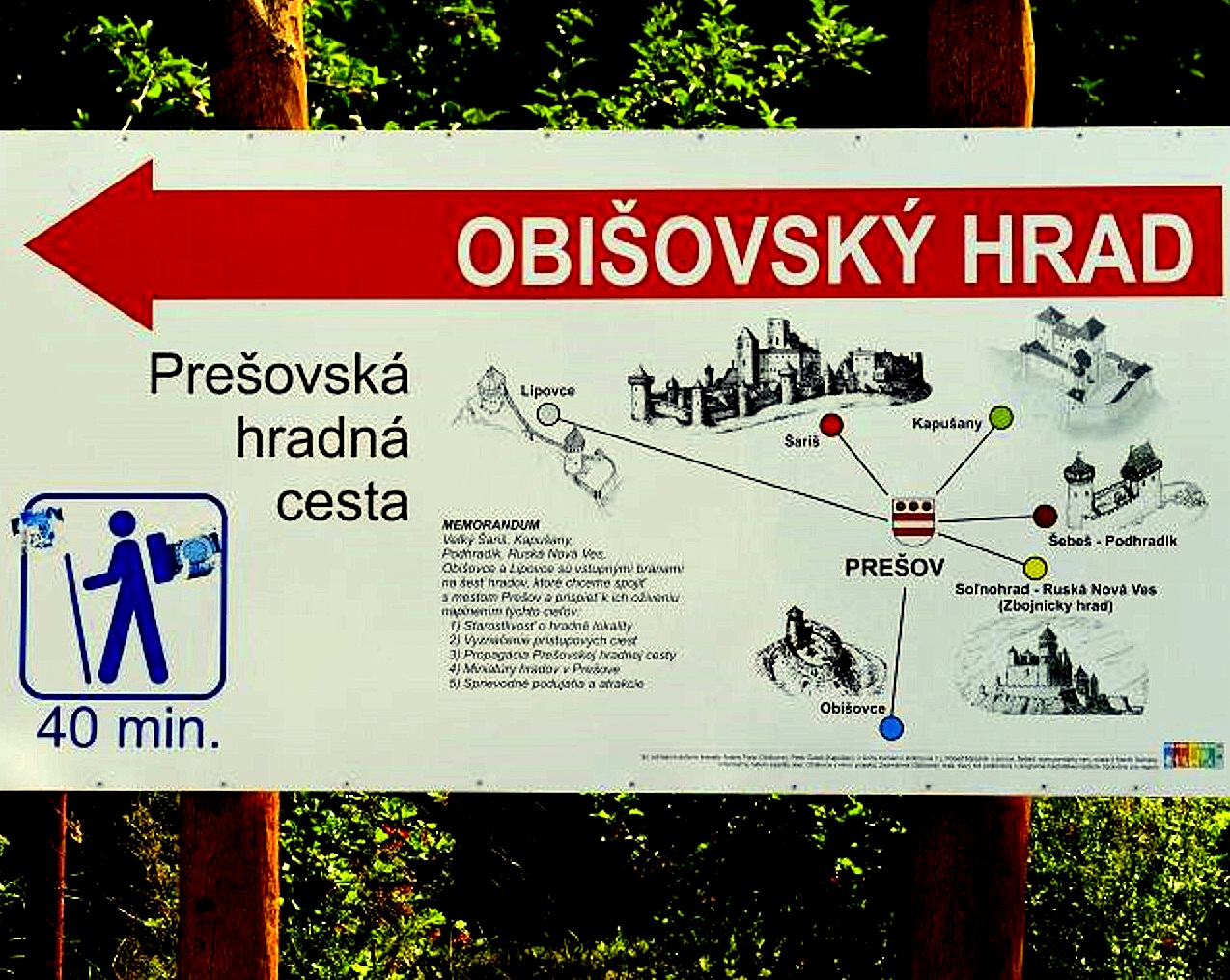
Obišovský hrad